# エセックス伯

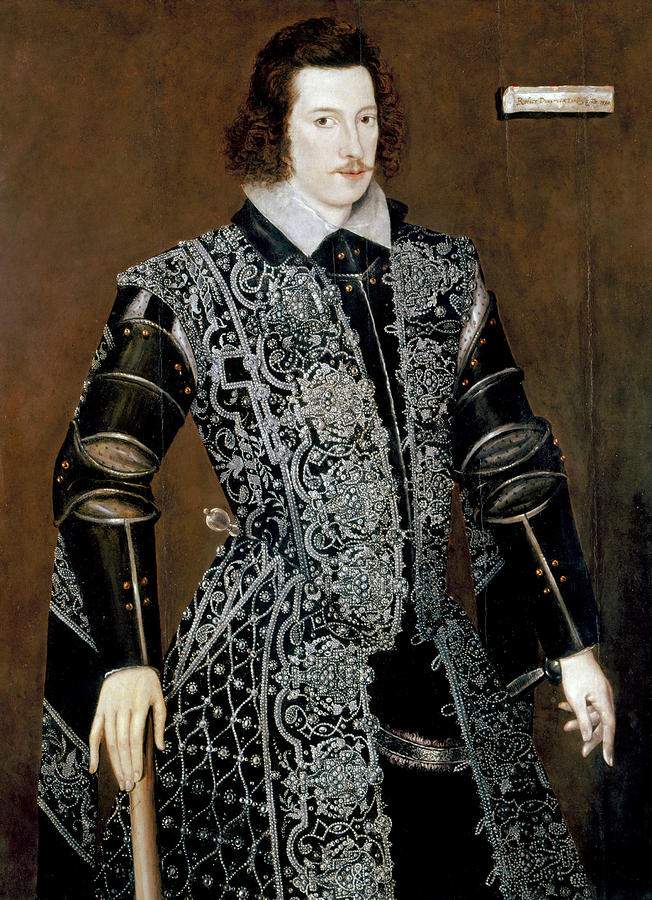
第2代エセックス伯ロバート・デヴァルー（William Segar画、1590年）

エセックス伯爵(英語: Earl of Essex）は、イングランド貴族の伯爵位。過去9回にわたって創設されている。
エセックス伯の位が最初に創設されたのは12世紀で、ジェフリー・ド・マンデヴィルに与えられた 。その後、何度か消失と創設を繰り返し、現在のエセックス伯は1661年にアーサー・カペルが叙されたのに始まる第9期である。
「エセックス伯」の中でも最も著名な人物は、16世紀の第8期エセックス伯の2代目であるロバート・デヴァルーである。

## 現当主の保有爵位
現当主である第11代エセックス伯爵ポール・カペルは以下の爵位を有する。
- 第11代エセックス伯爵(11th Earl of Essex)
(1661年4月20日の勅許状によるイングランド貴族爵位)
- 第11代モールデン子爵(11th Viscount Malden)
(1661年4月20日の勅許状によるイングランド貴族爵位)
- 第12代ヘレフォード州ハッダムのカペル男爵(12th Baron Capell, of Hadham in the County of Hereford)
(1641年8月6日の勅許状によるイングランド貴族爵位)

## エセックス伯 第1期 (1139年頃)
- ジェフリー・ド・マンデヴィル (初代エセックス伯) (英語版) (1144年没)
- ジェフリー・ド・マンデヴィル (第2代エセックス伯) (英語版) (1166年没)
- ウィリアム・ド・マンデヴィル (第3代エセックス伯) (英語版) (1189年没)（消滅）

## エセックス伯 第2期 (1199年)
- ジェフリー・フィッツピーター (初代エセックス伯) (英語版)（1213年没）
- ジェフリー・フィッツジェフリー・ド・マンデヴィル (第2代エセックス伯) (英語版)（1216年没）
- ウィリアム・フィッツジェフリー・ド・マンデヴィル (第3代エセックス伯) (英語版)（1227年没）

## エセックス伯 第3期 (1239年)
- ハンフリー・ド・ブーン (初代エセックス伯) (英語版)（1275年没）
- ハンフリー・ド・ブーン (第2代エセックス伯) (英語版)（1297年没）
- ハンフリー・ド・ブーン (第3代エセックス伯) (英語版)（1322年没）
- ジョン・ド・ブーン (第4代エセックス伯) (英語版)（1336年没）
- ハンフリー・ド・ブーン (第5代エセックス伯) (英語版)（1309年 - 1361年）
- ハンフリー・ド・ブーン (第6代エセックス伯) (英語版)（1342年 - 1373年）

## エセックス伯 第4期 (1376年)
- トマス・オブ・ウッドストック (初代エセックス伯)（1355年 - 1397年）
  - 1397年廃絶

## エセックス伯 第5期 (1461年)
- ヘンリー・バウチャー (初代エセックス伯)（1483年没）
- ヘンリー・バウチャー (第2代エセックス伯)（1540年没）

## エセックス伯 第6期 (1540年)
- トマス・クロムウェル (初代エセックス伯)（1485年 - 1540年）
  - 1540年、私権剥奪により廃絶

## エセックス伯 第7期 (1543年)
- ウィリアム・パー (初代エセックス伯) (英語版)（1512年頃 - 1571年）（1553年剥奪。1559年回復）

## エセックス伯 第8期 (1572年)
- ウォルター・デヴァルー (初代エセックス伯)（1541年 - 1576年）
- ロバート・デヴァルー (第2代エセックス伯)（1566年 - 1601年）
- ロバート・デヴァルー (第3代エセックス伯)（1591年 - 1646年）（消滅）

## エセックス伯 第9期 (1661年)

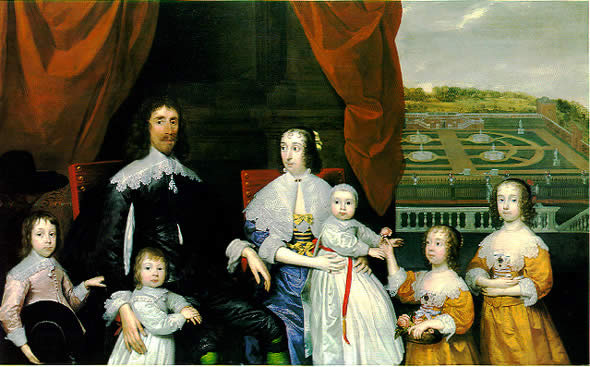
初代伯一家

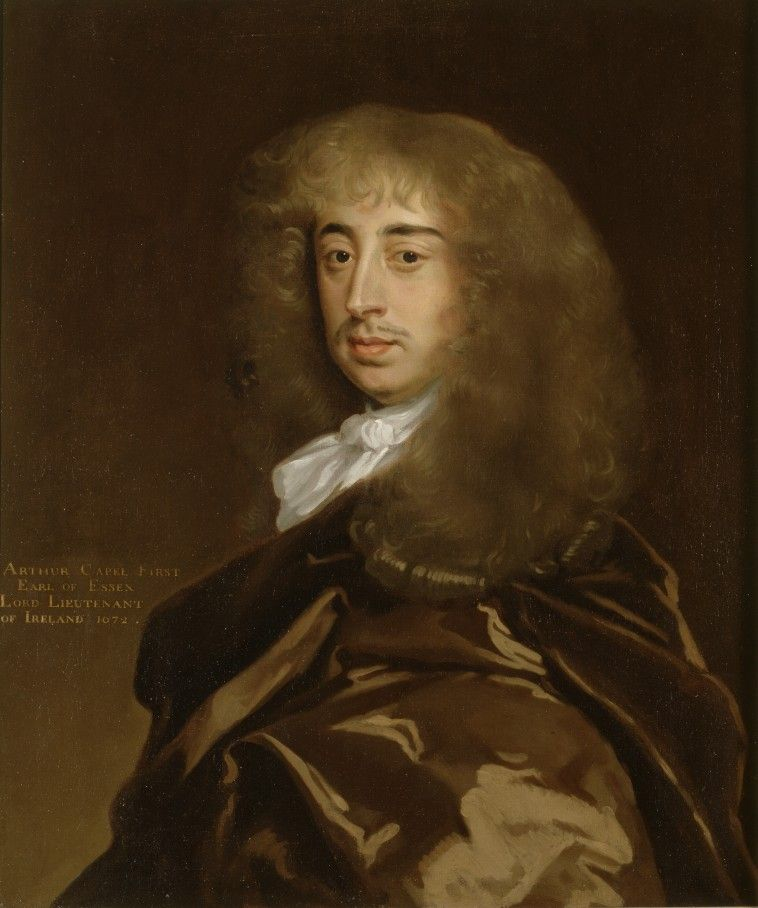
初代エセックス伯爵アーサー・カペル（ピーター・レリー画、1672年）

- アーサー・カペル (初代エセックス伯)（英語版）（1631年 - 1683年）
- アルジャーノン・カペル (第2代エセックス伯)（英語版）（1670年 - 1710年）
- ウィリアム・カペル (第3代エセックス伯爵)（1697年 - 1743年）
- ウィリアム・アン・カペル (第4代エセックス伯爵)（1732年 - 1799年）
- ジョージ・カペル＝コニングスビー (第5代エセックス伯爵)（英語版）（1757年 - 1839年）
- アーサー・アルジャーノン・カペル (第6代エセックス伯爵)（英語版）（1803年 - 1892年）
- ジョージ・カペル (第7代エセックス伯爵)（英語版）（1857年 - 1916年）
- アルジャーノン・ジョージ・ド・ヴェリー・カペル (第8代エセックス伯爵) （1884年 - 1966年）
- レジナルド・カペル (第9代エセックス伯爵)（英語版）（1906年 - 1981年休止）
- ロバート・カペル (第10代エセックス伯爵)（英語版）)（1920年 - 2005年。1989年復活）
- ポール・カペル (第11代エセックス伯爵)（英語版）（1944年 - ）

現在の推定相続人はウィリアム・ジェニングス・カペル（1953年 - ）。